# Mathias Grassow
Mathias Grassow (Wiesbaden, 1963 – 13 agosto 2025) è stato un musicista tedesco di musica ambient.
Le sue registrazioni possono essere anche classificate nei generi di dark ambient e drone. La sua musica è spesso meditativa, emozionale e di contesto spirituale capace di trascinare l'ascoltatore in profondi sentimenti di introspezione.
Nella sua lunga carriera ha largamente collaborato con altri noti compositori di musica ambient come Klaus Wiese, Oöphoi, Alio Die e Tomas Weiss.

## Biografia
Mathias Grassow suonava la batteria e la chitarra negli anni '70 poi passò alle tastiere all'inizio degli anni '80. Oltre alle tastiere, si interessò anche ai synth elettronici. Aveva un profondo interesse per i libri di Alan Watts e per la spiritualità; in primo luogo per il Buddhismo, poi per il Sufismo e per il lato mistico del Cristianesimo. Cominciò ad interessarsi agli ipertoni ed ai canti subarmonici, ai sintetizzatori drone ed alla musica raga indiana. Successivamente fu influenzato dalle registrazioni del suono della campana tibetana di Klaus Wiese.

## Discografia
- 1986, Panta Rhei (Aquamarin)
- 1986, At The Gates Of Dawn (Aquamarin)
- 1986, Atman (Aquamarin)
- 1987, Taoasis (Aquamarin)
- 1988, Behind The Evident Void (nessuna etichetta fino al 2002 anno in cui venne inciso su cd con la Klauswiese.com)
- 1988, Pipes Of Peace (Aquamarin)
- 1989, Temptations Of Life (Aquamarin)
- 1989, On Silent Wings Of Healing (Aquamarin)
- 1990, The Hidden Treasure (Aquamarin)
- 1990, Carmina Hildegardis (Aquamarin)
- 1991, Prophecy (Aquamarin)
- 1991, On Silent Wings of Healing II (Aquamarin)
- 1992, Psychic Dome (Aquarius International Music)
- 1992, Calm (Aquamarin)
- 1993, Silent Lucidity (Aquamarin)
- 1993, In Search Of Sanity (NO-CD)
- 1994, Lifecycle (Aquarius International Music)
- 1995, Ambience (Totem Records)
- 1995, The Lanzarote Concert (NO-CD)
- 1996, Through Past In Future (Klauswiese.com)
- 1997, Spiritual Archieves (Klauswiese.com)
- 1997, Lanzarote-Spirits (NO-CD)
- 1997, Gates To Mystery (Klauswiese.com)
- 1998, Elixir (Klauswiese.com)
- 1998, The Clear Light Of Death (Klauswiese.com)
- 1998, Mind Riders (Klauswiese.com)
- 1998, Untitled Rooms (Klauswiese.com)
- 1998, Towards The Sound (Klauswiese.com)
- 1998, The Darklight Quest (Klauswiese.com)
- 1998, The Voice Of Mercurius (Klauswiese.com)
- 1998, The Soil Of Awareness (Klauswiese.com)
- 1998, The Nightquest-Sessions (Klauswiese.com)
- 1998, The Dreamquest-Sessions (Klauswiese.com)
- 1998, Awaken The Empire of Dark Wood (Klauswiese.com)
- 1998, Electric Bowls (Klauswiese.com)
- 1998, The Fountain Of Remembrance (Aurora)
- 1998, Namakar (Lunar)
- 1999, Dissolution (Aurora)
- 1999, Tiefeweite Stille (Klauswiese.com)
- 1999, Emerald (Klauswiese.com)
- 1999, Himalaya (Immaculatus)
- 1999, Thodol (Klauswiese.com)
- 1999, Eclipse (Klauswiese.com)
- 1999, Hidden Deep (Klauswiese.com)
- 1999, The Empty Sky (Klauswiese.com)
- 1999, Distant Light (Klauswiese.com)
- 1999, Space (Klauswiese.com)
- 1999, Sphere (Klauswiese.com)
- 1999, The Concerts (Klauswiese.com)
- 1999, Passion II (Klauswiese.com)
- 1999, Himavat (Staalplat)
- 2000, Sky (Klauswiese.com)
- 2000, The Fragrance Of Eternal Roses (Arya)
- 2000, Forgotten Memories- The DAT-Retros (Klauswiese.com)
- 2000, Morpheus (Klauswiese.com)
- 2000, The Spheres Of Lucid Dreaming (Klauswiese.com)
- 2000, Restless (Klauswiese.com)
- 2000, The Gothic Passage (Klauswiese.com)
- 2000, Ambient Signum (Klauswiese.com)
- 2000, Collaborations (Klauswiese.com)
- 2000, Individual Thought Patterns (Klauswiese.com)
- 2000, Apotheosis (Klauswiese.com)
- 2000, Bliss (Immaculatus)
- 2001, Equilibrium (Klauswiese.com)
- 2001, The OM-Drones (Klauswiese.com)
- 2003, Holy Domain (Weird Amplexus)
- 2004, Insights (Klauswiese.com)
- 2004, Dharma (Klauswiese.com)
- 2006, Master of Ambience (Practising Nature)
- 2006, Dronament
- 2006, Opus Posthumum
- 2007, Master of Ambience II (Practising Nature)
- 2007, Deeper Purity (Practising Nature)
- 2007, Highlights 3 (Practising Nature)
- 2007, Highlights 2 (Practising Nature)
- 2007, Highlights 1 (Practising Nature)
- 2009, Transpersonal (Practising Nature)
- 2009, Calibration (Practising Nature)
- 2012, Second Gift Of Life (Databloem)
- 2012, Bloodmoon (gterma)
- 2012, Wisdom Of Faith (gterma)
- 2012, Uttarakuro (gterma)
- 2012, Dämmerung (gterma)
- 2012, Alchemystery (gterma)
- 2013, Dagaz (Musical Philosophy)
- 2013, Tara (Practising Nature)
- 2013, Sonnenwende (gterma)

## Collaborazioni
con Klaus Wiese e Ted De Jong
- 1990, El Hadra - The Mystic Dance (Edition Akasha/Aquarius International Music (per la versione U.S.A del CD)

con Rüdiger Gleisberg e Amir Baghiri
- 1997, Arcanum (Arya)

con Amir Baghiri
- 1998, True North (Arya)

con Oöphoi e Amir Baghiri
- 1999, Upuaut (Due Acque)

con Klaus Wiese e Jim Cole
- 2000, Cosmic Chasm (Klauswiese.com)

con Klaus Wiese
- 2001, Mercurius (Arya)

con Alio Die
- 2002, Expanding Horizon

con Louisa John-Krol
- 2004, Wintersilence

con Siegmar Fricke
- 2005, Aurora (Practising Nature)

con Jiří Mazánek
- 2008, Inner Path (Nextera)

con Bruno Sanfilippo
- 2008, Ambessence Piano & Drones (Ad21 Music)

con Jiří Mazánek
- 2009,  Music Infinity Meets Virtues - Live In Prague 23th May 2009 (Nextera)

con Alio Die
- 2010, Praha Meditations (Hic Sunt Leones)

con Agalloch
- 2010, Nebelmeer

con Bruno Sanfilippo
- 2011,  CROMO [Piano & Drones] (Ad21 Music)

con El Hadra
- 2011, Ornaments / 3D Dimension (Thar Records, Musical Philosophy)

con Carsten Agthe
- 2012, Beyond The Silence - Live At Gut Saunstorf (gterma)

con John Haughm
- 2012, Mosaic (Licht von Dämmerung Arthouse)

con Closing The Eternity
- 2012, No Title (Aquarellist)